# Anisakiasis
La anisakiasis, anisaquiosis o anisaquiasis es una parasitosis causada por la infección de larvas del género Anisakis u otros helmintos relacionados como Pseudoterranova. Esta infección se produce por la ingestión de pescados o cefalópodos parasitados al consumirse crudo o insuficientemente cocinado. Las larvas se alojan en la mucosa gastrointestinal del estómago y el intestino delgado de los seres humanos provocando sintomatología.
Se trata de un problema sanitario especialmente importante en países con un consumo de pescado elevado, sobre todo en países con una cultura donde tradicionalmente se consume pescado crudo como Japón. De igual manera, el incremento de la popularidad en Occidente del sushi está altamente relacionado con el incremento de esta parasitosis en países occidentales.

## Clínica
Entre los síntomas típicos a las pocas horas de haber ingerido las larvas están dolor abdominal, náuseas y vómitos. A nivel del intestino delgado, el parásito puede producir una masa inflamatoria y también puede desarrollarse de una a dos semanas después una clínica parecida a la de la enfermedad de Crohn.
Por lo general, la anisakiasis se resuelve espontáneamente después de algunas semanas y rara vez persiste por meses.